# Det Gamle Slot (Stuttgart)
 For alternative betydninger, se Det Gamle Slot. (Se også artikler, som begynder med Det Gamle Slot)
Det Gamle Slot (tysk: Altes Schloss) er et slot i den centrale del af byen Stuttgart i delstaten Baden-Württemberg i det sydlige Tyskland. Slottets historie kan føres tilbage til en vandborg fra 900-tallet, og det nuværende slot i italiensk renæssancestil blev opført 1553-78. Det var residens først for greverne og siden hertugerne af Württemberg. I dag fungerer det som museumsbygning og huser Landesmuseum Württemberg. Slotskirken fungerer stadig som kirke.

## Eksterne links
- Landesmuseum Stuttgarts hjemmeside Arkiveret 14. december 2020 hos  Wayback Machine

48°46′38″N 9°10′45″Ø / 48.77722°N 9.17917°Ø